# Червона зона (наслідки війни)

Мапа з зонами забруднення:

Червона зона (фр. Zone Rouge) — територія на північному сході Франції, яка виявилася настільки пошкоджена боями Першої світової війни, зокрема Верденською битвою, що була визнана непридатною для проживання людей та ведення багатьох видів діяльності. Заборонена територія простягається неподалік від Нансі до Вердена і в сторону міста Лілль.

## До війни
До війни на цій території розташовувалися невеличкі села, які вели сільськогосподарську діяльність.

## Під час війни

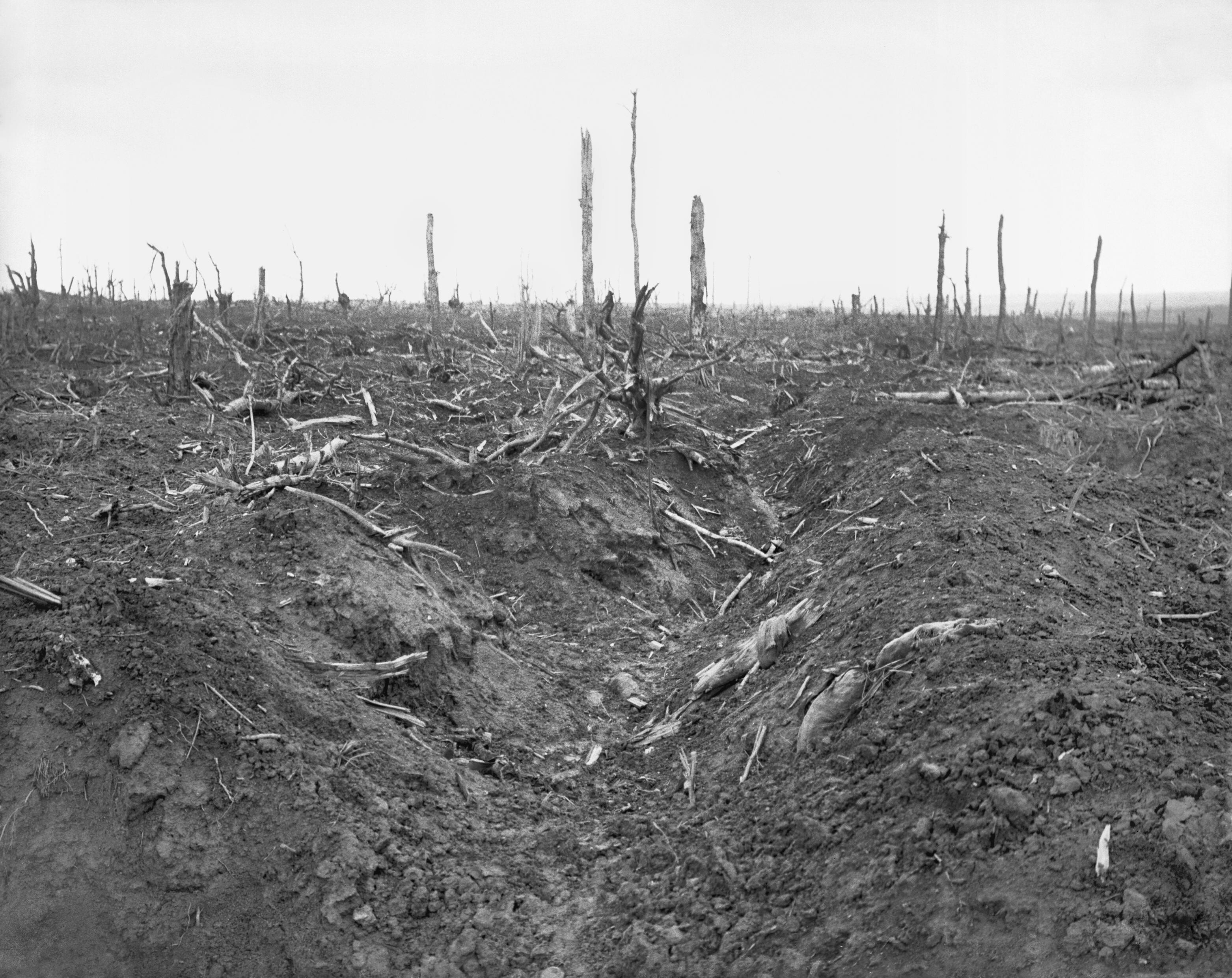
Покинута німецька траншея у Франції під час битви на Соммі.

На території Франції тривали одні з найбільших битв Першої Світової війни. Лише під час однієї Верденської битви у 1916, яка тривала 303 дні, втрати кожної зі сторін перевищували 300 тисяч осіб. Увійшла в історію як «Верденська м'ясорубка».
Наприкінці 1918 року 4 тисячі муніципалітетів були повністю або частково спустошені на площі понад 3 337 000 га в 10 департаментах.
Загалом під час Першої світової війни було сплюндровано майже 7 % території Франції, яка в багатьох місцях почала нагадувати місячні краєвиди.

## Наслідки
Після завершення війни французький уряд оголосив зону  де проводилися бойові дії, непридатною для проживання і ведення будь-якої діяльності. У висновках експертів відзначалося:
|  | Повністю зруйнована. Пошкодження власності: 100%. Збиток, завданий сільському господарству: 100%. Неможливо очистити. Людське життя неможливе.Оригінальний текст (англ.) Completely devastated. Damage to properties: 100%. Damage to agriculture: 100%. Impossible to clean. Human life impossible. |

У 1919 уряд Франції почав скуповувати ділянки, що знаходилися у Червоній зоні. Загалом туди потрапило 1200 квадратних кілометрів території. Коли уряд зрозумів, що не зможе в прийнятний термін впоратися із зачищенням цієї території від залишків людей і тварин, а також незліченної кількості боєприпасів, він зважився на серйозне рішення:
- переселити з цієї території жителів;
- оголосити створення «Червоної зони».

Лише після цього продовжили ліквідацію наслідків війни.
У тому ж році була представлена карта з вказаними рівнями забрудення територій:
1. Червоні зони — це зони, що відповідають лініям фронту армій, де було зосереджено основну шкоду. Ґрунти тут найзабрудненіші, а автомобільна, залізнична та промислова інфраструктура, а також мости, порти та канали, як правило, повністю зруйновані.
2. Жовті зони — це зони, які на короткий час були порушені бойовими діями.
3. Зелені зони — це зони, які характеризуються середньою шкодою. Тут розташовувалися чи дислокувалися армії, склади боєприпасів та техніки.
4. Сині зони — це зони, які не зазнали руйнувань.

### Стан екології

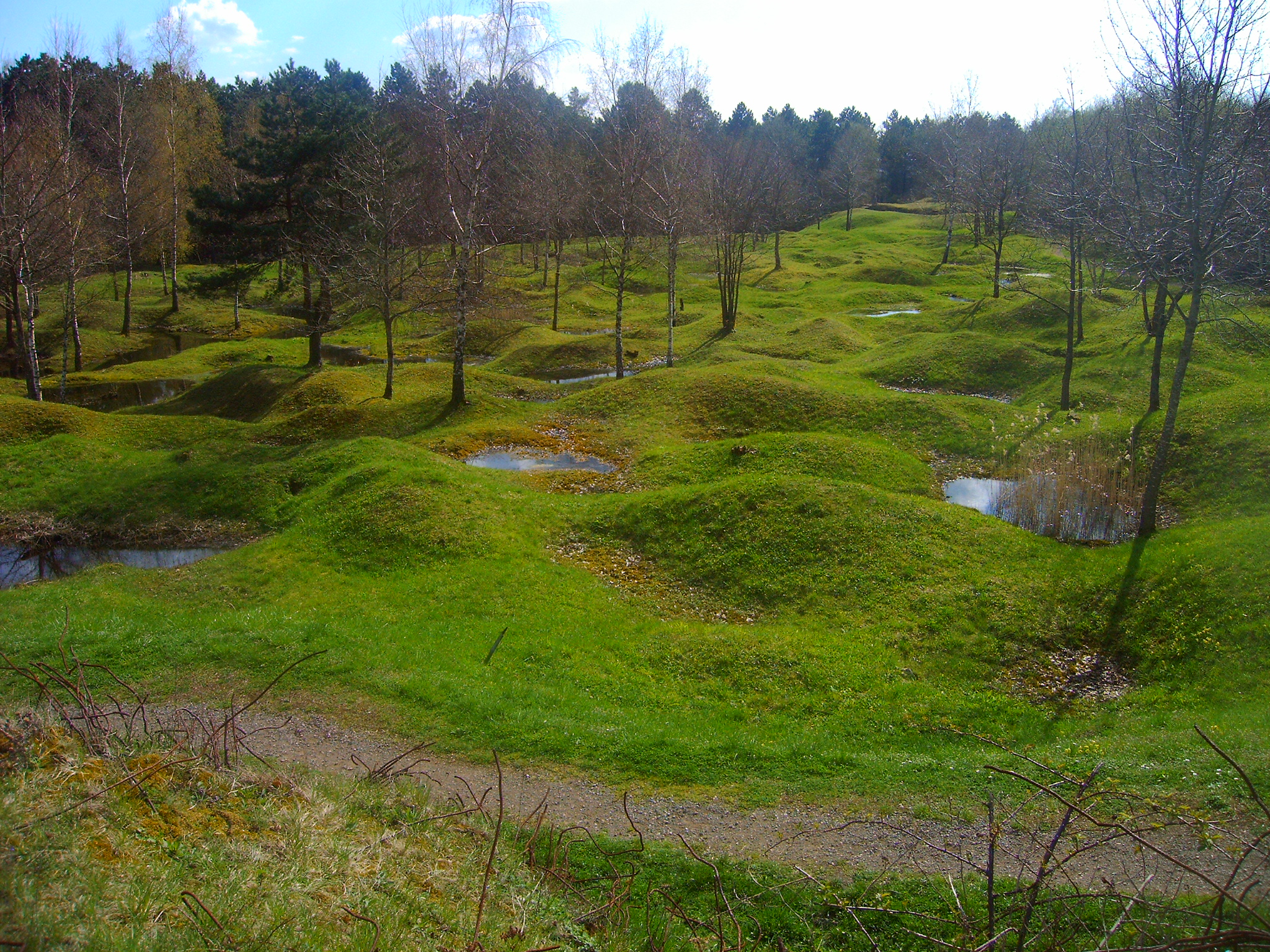
На полі битви під Верденом досі видно воронки від ударів артилерійських снарядів приблизно через 85 років після закінчення Першої світової війни.

За час, що минув з моменту закінчення Першої світової війни, обмеження в Червоній зоні продовжують діяти, хоча її територія значно скоротилася. Згодом шляхом очищення площу особливо ураженої зони вдалося зменшити до 100 квадратних кілометрів.
У цих землях є величезна кількість залишків тіл людей і тварин, а також снарядів та гранат, що не вибухнули, які досі становлять небезпеку для людини. Крім того, ґрунти були сильно забруднені свинцем, ртуттю, хлором, миш'яком (його рівень у 300 разів перевищує норму), кислотами тощо.
Щороку в зоні вилучають кілька тонн снарядів, що не розірвалися. За даними агентства Sécurité Civile, за нинішніх темпів для повного очищення території знадобиться ще від 300 до 700 років.
Зокрема, під час обстежень деяких ділянок 2005—2006 рр. було виявлено до 300 снарядів на гектар[джерело?].